# Bhesa
Bhesa es un género de plantas con flores con 8 especies pertenecientes a la familia Centroplacaceae. Nativo del sur de Asia desde Sri Lanka y la India a Indonesia y Filipinas.

## Especies seleccionadas
- Bhesa ceylanica, (Arn.) Ding Hou
- Bhesa nitidissima, Kosterm.
- Bhesa paniculata, Arn.
- Bhesa robusta, (Roxb.) Ding Hou
- Bhesa sinica, (H.T. Chang & S.Y. Liang) H.T. Chang & S.Y. Liang

## Sinónimos
- Kurrimia, Nothocnestis, Pyrospermum, Trochisandra.